# 列克星敦 (密蘇里州)
列克星敦（英語：Lexington）是位於美國密蘇里州拉法葉縣的城市。同時該地也是拉法葉縣的縣治。

## 人口
根據2020年美國人口普查的數據，列克星敦的面積為14.13平方千米，當中陸地面積為13.54平方千米，而水域面積為0.59平方千米。當地共有人口4652人，而人口密度為每平方千米329人。